# Кулак ярости — 1991
«Кулак ярости — 1991» (иер. трад. 新精武門一九九一, англ. Fist of Fury 1991) — гонконгская кинокомедия 1991 года, снятая режиссёрами Цо Чунг-Сином и Рико Чу. Главные роли в картине исполнили Стивен Чоу, Кенни Би, Шарла Чён.  

## Сюжет
Эмигрант из континентального Китая Лау (Стивен Чоу) приезжает в Гонконг без денег с целью покорить мегаполис и найти своё место в жизни. В первый же день его багаж пытается украсть местный вор Смарт (Кенни Би), но Лау обладает невероятной силой правой руки и побеждает незадачливого преступника, с которым в итоге начинает дружить. Уже вместе они отправляются в школу кунгфу. Там Лау влюбляется в дочку наставника школы Мэнди (Шарла Чён). Однако злобный старший ученик (Винсент Вань) подставляет Лау, обвинив его в попытке изнасилования Ман. С целью восстановления своего доброго имени Лау принимает решение участвовать в чемпионате по боевым искусствам, в честном поединке отстояв свою правоту. 

## Интересные факты
Название фильма отсылает к картине 1972 года «Кулак ярости», главную роль в котором исполнил кумир Стивена Чоу Брюс Ли.

## В ролях
- Стивен Чоу — Лау Чинг
- Кенни Би — Смарт
- Шарла Чён — Мэнди Фок
- Кори Юен — мастер Фок Ван
- Винсент Вань — Чен Вай
- Шинг Фуй-Он — мастера Чиу Тунг
- Боуи Ву — один из четырёх братьев
- Бак Ман-биу — Билл
- Ли Сиу-кей — босс Хунг
- Джеффри Чинг — официальный представителя турнира
- Дион Лам — член Триады
- Ын Мантат — Дядя Тат (эпизодическая роль)
- Джозефин Сяо — женщина (эпизодическая роль)